# Lærdal
Lærdal és un municipi situat al comtat de Vestland, Noruega. Té 2.172 habitants (2016) i la seva superfície és de 1.342,47 km². El centre administratiu del municipi és la població de Lærdalsøyri.
La llarga vall del riu Lærdal, que va des de Hemsedal (muntanya de Høgeloft) a través de les muntanyes Filefjell fins al Sognefjorden. Al voltant de 1.200 dels 2.200 habitants viuen al poble principal de Lærdalsøyri; la resta són els petits pobles de Borgund, Ljösne, Tønjum, Erdal, Vindedalen, Frønningen, i Strendene. El nucli antic de Lærdalsøyri té 161 edificis protegits. Algunes de les cases van ser construïdes a la meitat del segle xviii. En la nit del 18 al 19 de gener de 2014, un gran incendi va destruir almenys 30 edificis.

## Informació general

### Nom
La forma en nòrdic antic del nom era Lærardalr. El primer element és el cas genitiu de l'antic nom del riu Lærr (ara es diu el riu Lærdalselvi) i l'últim element és dalr que significa "vall". El significat de l'antic nom del riu és desconegut.

### Escut d'armes

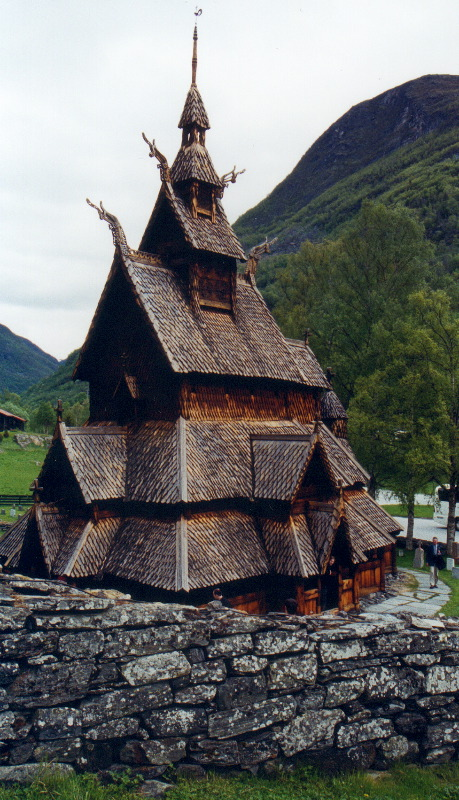
Església de fusta de Borgund.

L'escut d'armes és modern; se'ls va concedir el 18 de desembre de 1987. És de color vermell amb dos caps de drac nòrdics de color daurat. Els caps de drac es basen en els dracs de fusta vistos en els frontons de la històrica església de fusta de Borgund de Lærdal.

## Geografia
Lærdal es troba al sud-est del Sognefjorden i l'est de l'Aurlandsfjorden. El municipi se centra en el riu Lærdalselvi amb les serralades de Filefjell i Hemsedalsfjell a l'est. Lærdal és confinat a Sogn og Fjordane pel municipi d'Aurland al sud-oest, per Sogndal al nord-oest, i per Årdal al nord. També limita a l'est amb Vang (comtat d'Oppland) i Hemsedal (comtat de Buskerud), i al sud amb Ål i Hol (tots dos al comtat de Buskerud).
Els llacs Eldrevatnet, Juklevatnet, i Øljusjøen es troben al llarg de la frontera sud-est, al sud de la muntanya Høgeloft.

### Túnel de Lærdal
El túnel de Lærdal va ser construït a través de les muntanyes d'Aurlandsfjell, que divideixen Aurland i Lærdal. És el túnel de carretera més llarg del món amb 24,5 quilòmetres de llargada. La construcció va començar el 1995 i va ser inaugurat el 2000.

### Riu de Lærdalselvi

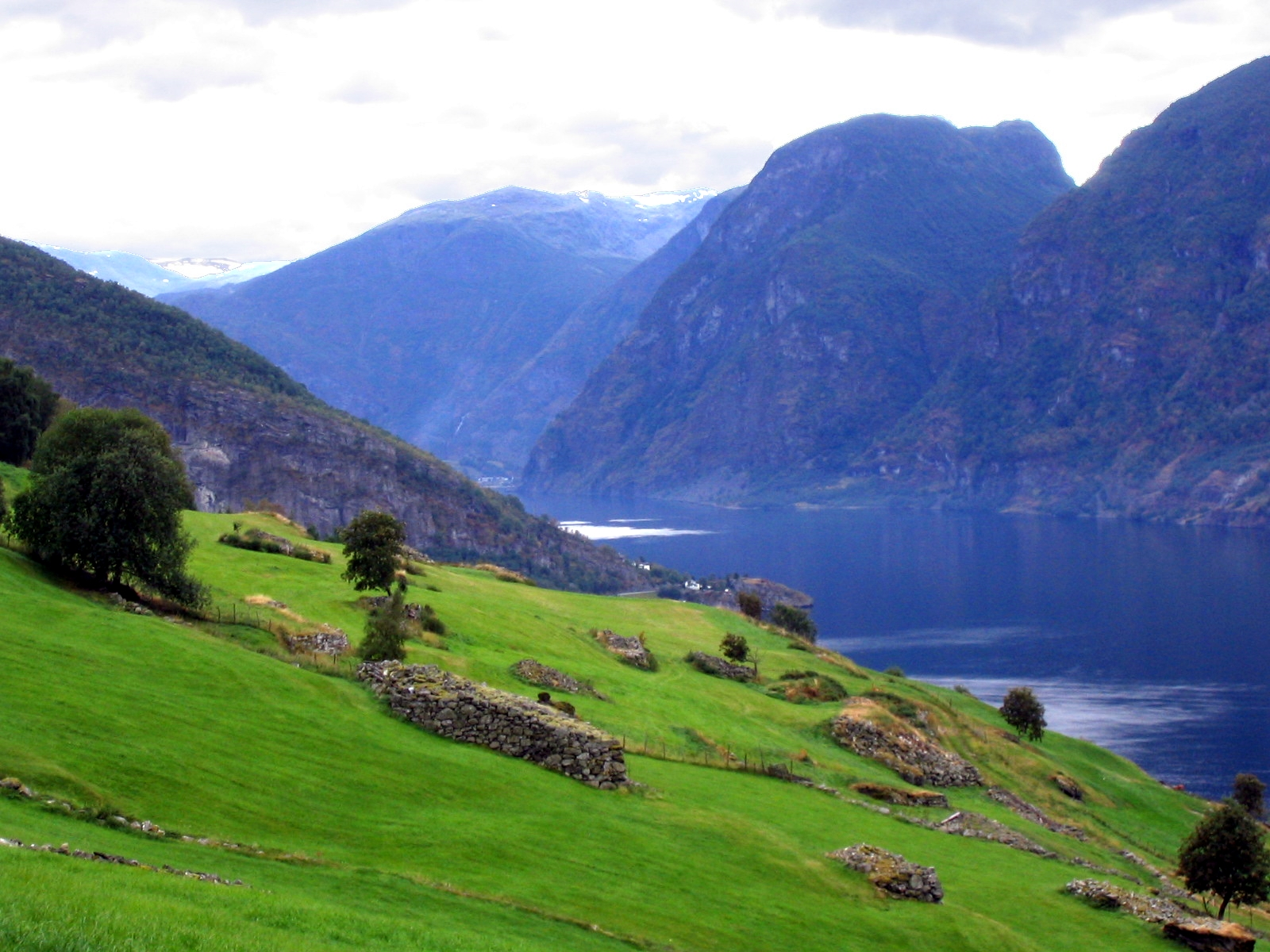
Antic pas de muntanya d'Aurland de Lærdal (a través del túnel de Lærdal)

El riu Lærdalselvi ha estat tradicionalment un dels més exclusius rius de salmó i truita de mar de Noruega. Conegut pel rei de Noruega, Harald V com la seva segona reina, el riu ha establert a Lærdal una de les meques de la pesca del salmó i la truita de mar amb la pesca amb mosca, entre d'altres pel fet inusual que el riu ofereix pesca de la llum del dia i la pesca amb mosca seca de la truita de mar. La població de salmó s'esgota dràsticament després d'una infestació amb el paràsit Gyrodactylus Salaris a la tardor de 1996. Després de diversos tractaments amb sulfat d'alumini, encara hi ha problemes amb el paràsit. La tardor de 2007, una nova fresa va detectar la infecció pel paràsit, i els nous tractaments van començar a finals de març del 2008. A causa d'aquest paràsit.
El riu ha format un gran delta a Lærdalsøyri, on enormes quantitats de llim i sorra han estat dipositats pel riu. Tot i que la zona ha estat espatllada per alguns abocadors desafortunats encara és un espectacle digne de veure.

## Economia

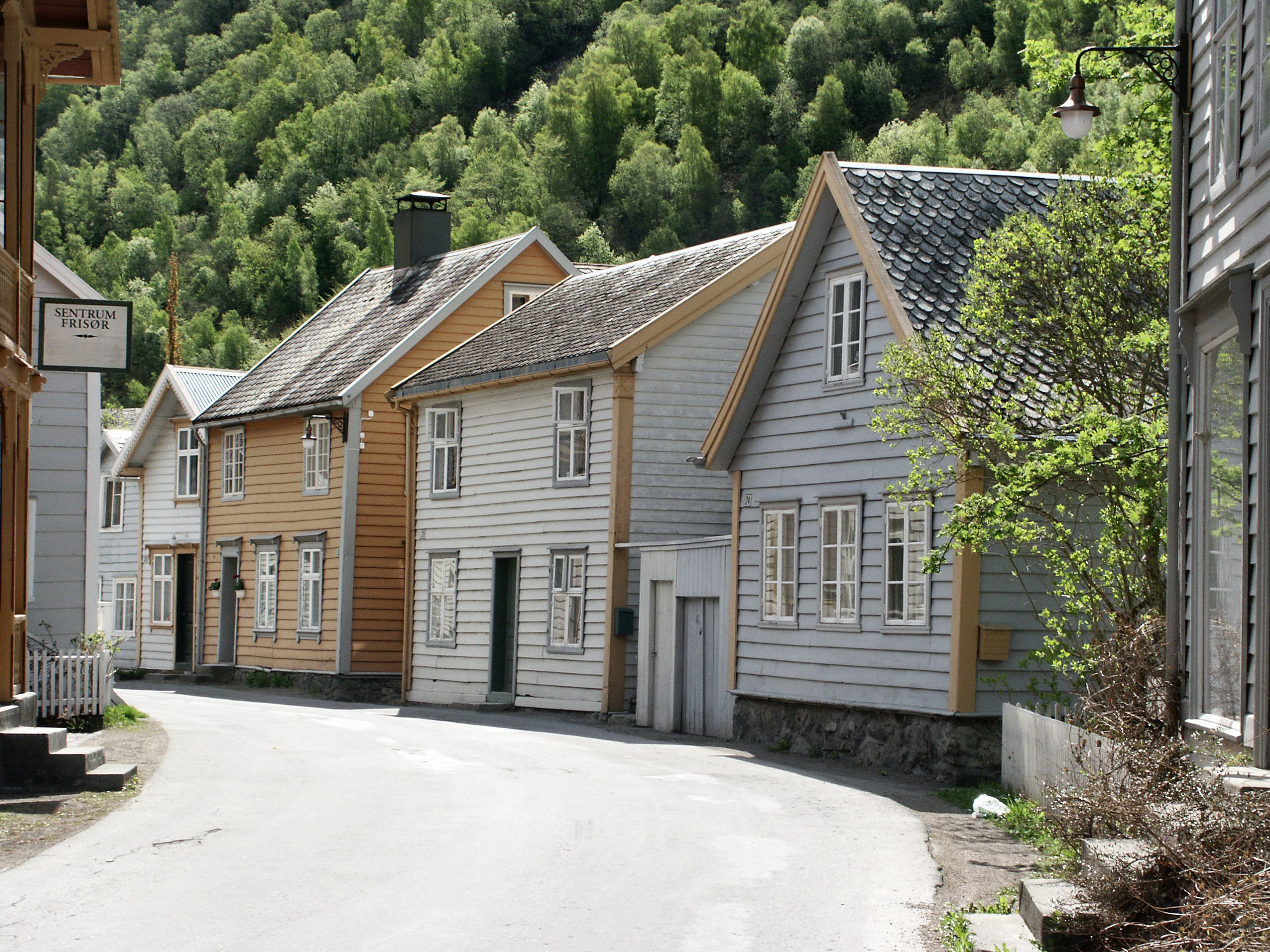
Lærdalsøyri.

Lærdal té una llarga tradició en l'agricultura, amb la zona inferior de la vall que és ocupada per als cultius d'hortalisses. A causa del seu clima sec que va ser un dels primers llocs a Noruega en començar a utilitzar el reg artificial. Tot i tenir un clima interior, l'aigua dels fiords fan que els hiverns no siguin extremadament freds.
L'hospital local Autoritat Regional de Salut de l'Oest de Noruega proporciona atenció mèdica per a si mateixa i set dels municipis de l'entorn de Lærdal. L'hospital, juntament amb Opplysningen 1881 (empresa d'assistència de directori), Ãstfold Energiproduksjon A / S i Norsk Hydro Aluminium, són els principals ocupadors de Lærdal. El govern i les autoritats locals de salut està tractant de tancar aquest hospital a causa de la reducció de costos, el que pot tenir efectes negatius a la zona.

## Agermanaments
Lærdal manté una relació d'agermanament amb les següents localitats:
- Jericó, Palestina (des de 1998)